# Ernst Kantorowicz

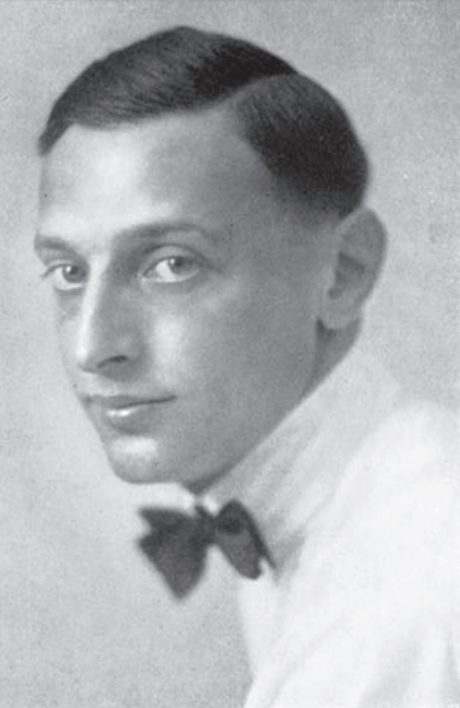
Ernst Kantorowicz 1921

Ernst Hartwig Kantorowicz (* 3. Mai 1895 in Posen; † 9. September 1963 in Princeton, New Jersey) war ein deutscher Historiker und Mediävist. Zunächst dem George-Kreis zugehörig, von dessen Vorstellungen sein bedeutendes Jugendwerk Kaiser Friedrich der Zweite stark beeinflusst ist, emanzipierte sich Kantorowicz nach dem Tod Stefan Georges 1933 und nach der Emigration in die Vereinigten Staaten 1939 weitgehend. In den USA, wo er in Berkeley und Princeton lehrte, schrieb er neben zahlreichen kleineren Studien das noch heute wichtige Buch über Die zwei Körper des Königs (1957).

## Leben
Ernst Kantorowicz war ein Sohn des großbürgerlichen Spirituosenfabrikanten Joseph Kantorowicz und der Clara Hepner. Seine Cousine war die Lyrikerin Gertrud Kantorowicz. 1913 machte er das Abitur und begann eine kaufmännische Lehre in Hamburg. Als 1914 der Erste Weltkrieg ausbrach, meldete sich Kantorowicz freiwillig und war seit September des Jahres bei Verdun eingesetzt. 1917 wurde er zum Asien-Korps in die Türkei abkommandiert. Nach Kriegsende schloss er sich einem Freikorps in Posen und Westpreußen an (Posener Aufstand). Im Januar 1919 beteiligte er sich in Berlin an der blutigen Niederschlagung des Spartakusaufstands, im März war er gegen die Münchner Räterepublik eingesetzt. 1918/1919 studierte er ein Semester an der Berliner Universität, bevor er Anfang 1919 an die Universität München wechselte. Schon zum nächsten Wintersemester ging er dann nach Heidelberg, wo er weiter Nationalökonomie und Alte Geschichte studierte.
In Heidelberg lernte er Angehörige des George-Kreises und auch den berühmten Dichter Stefan George selbst kennen. Besonders mit Woldemar Graf Uxkull-Gyllenband, mit dem er auch eine Zeitlang zusammen wohnte, war er gut befreundet bzw. wohl auch in einer Liebesbeziehung verbunden. Zudem verband ihn eine enge Beziehung mit den Brüdern Alexander, Berthold und Claus von Stauffenberg, die anregend und beratend auch an der Arbeit von Kantorowiczs Monographie über den Staufer-Kaiser Friedrich II. mitwirkten. 1921 wurde Kantorowicz in Heidelberg bei Eberhard Gothein mit einer wirtschaftsgeschichtlichen Arbeit über muslimische Handwerkerverbände promoviert. Bis 1930 unterrichtete er dann als Privatdozent an der Universität Heidelberg. Gemeinsam mit George, der bei Kantorowicz wohnte, wenn er in Heidelberg war, fasste er den Plan zu einer Biographie des Stauferkaisers Friedrich II. – obwohl er sich während des Studiums nicht mit dem Mittelalter beschäftigt hatte. Für das Werk holte er sich Anregungen vor allem von Wilhelm Stein und dessen ebenfalls tief vom George-Kreis beeinflussten Buch über Raffael, das Kantorowicz zutiefst beeindruckte. Im Juli 1926 hatte er das Manuskript schließlich fertig, 1927 wurde es im Georg Bondi Verlag mit dem Signet von Georges Blättern für die Kunst veröffentlicht. In der Vorbemerkung bekannte sich der Autor zum Geheimen Deutschland.
Von 1930 bis 1932 war er als Honorarprofessor an der Universität in Frankfurt am Main tätig, bevor er von 1932 bis 1934 an gleicher Stelle Ordentlicher Professor für mittelalterliche und neue Geschichte wurde. Nach der Machtübergabe an die Nationalsozialisten 1933 war Kantorowicz von den Bestimmungen des am 7. April 1933 erlassenen Berufsbeamtengesetzes, demzufolge „Beamte, die nicht arischer Abstammung sind, [...] in den Ruhestand“ versetzt wurden, zunächst aufgrund des „Frontkämpferprivilegs“ nicht betroffen. Dennoch reichte er beim zuständigen Minister ein Beurlaubungsgesuch für das folgende Semester ein, mit der Begründung: „Denn solange jeder deutsche Jude [...] schon durch seine Herkunft fast für einen ‚Landesverräter‘ gelten kann; solange jeder Jude als solcher rassenmäßig für minderwertig erachtet wird; solange die Tatsache, überhaupt jüdisches Blut in den Adern zu haben, zugleich einen Gesinnungsdefekt involviert; [...] solange daher jeder deutsche und national gesinnte Jude [...] seine nationale Gesinnung eher schamhaft verbergen muß, als daß er sie unbefangen kundtun dürfte: solange erscheint es mir als unvereinbar mit der Würde des Hochschullehrers, sein nur auf innerer Wahrheit begründetes Amt verantwortlich zu versehen [...].“
Im Sommersemester hielt er nur ein privates Seminar in seiner eigenen Wohnung. Zum Wintersemester 1933/34 nahm er die Lehrtätigkeit mit einer Vorlesung über Das Geheime Deutschland wieder auf. Hier bekannte er sich – Vorstellungen des George-Kreises entsprechend – zu einem geheimen Reich der toten und lebenden deutschen Kaiser, Helden und Künstler und wandte sich somit implizit vom neuen Staat Hitlers ab. Da die Vorlesung jedoch nicht publiziert wurde, kam sie um eine weitere, öffentliche Wirkung. Schon bald begannen daraufhin nationalsozialistisch gesinnte Studenten, seine Vorlesungen zu stören. Zum 1. November 1934 wurde er emeritiert. Abgesehen von einer Gastprofessur 1934 an der Universität Oxford, wo er mit Maurice Bowra Freundschaft schloss, lebte er als Privatgelehrter in Berlin.
1938 emigrierte Kantorowicz von Berlin nach Oxford und von dort aus 1939 in die USA. Seine Mutter wurde 1942 in das Ghetto Theresienstadt verschleppt und dort 1943 ermordet. 1939 erhielt er in Berkeley zunächst einen Lehrauftrag für mittelalterliche Geschichte, 1945 dann eine Professur und wurde eingebürgert. Dort verlangte die Universität 1949 von ihren Angehörigen den von Senator Joseph McCarthy geforderten antikommunistischen Loyalitätseid (McCarthy-Ära). Als Kantorowicz sich – „die deutschen Erfahrungen vor Augen“ – weigerte, diesen zu unterschreiben, wurde er mit 21 weiteren Fakultätsmitgliedern entlassen. Nach Ende des Zweiten Weltkriegs setzte er mit Alexander von Stauffenberg eine jahrelang unterbrochene Korrespondenz fort, in der er den Münchner Historiker anregte, den von seinen Brüdern Claus und Berthold von Stauffenberg versuchten Tyrannenmord vom 20. Juli 1944 dichterisch zu bearbeiten, was dieser auch unternahm.
Nach seiner Entlassung in Berkeley wurde ihm auf Veranlassung von Harold Cherniss 1951 eine Professur am renommierten, von Robert Oppenheimer geleiteten Institute for Advanced Study in Princeton (New Jersey) angeboten, wo er bis zu seinem Tod blieb. 1958 wurde Kantorowicz in die American Academy of Arts and Sciences gewählt. Seit 1957 war er gewähltes Mitglied der American Philosophical Society.
Eine kollegiale Freundschaft verband Kantorowicz in Princeton mit J. Robert Oppenheimer, Erich Kahler sowie George F. Kennan, dem Architekten der amerikanischen Containment-Politik, dessen vielfach ausgezeichnete Diplomatiegeschichte Russia Leaves the War (1956) Kantorowicz vor der Veröffentlichung gelesen und kollegial kommentiert hatte. Zu seinen Schülern gehörte Robert L. Benson.
Seine Asche wurde bei Little Maho auf Saint John in die Karibik verstreut. Ulrich Raulff wählte 2009 für das Umschlagbild zu seinem Buch Kreis ohne Meister. Stefan Georges Nachleben ein Foto der Bucht.

## Werk
Kantorowicz ist vor allem durch seine beiden Hauptwerke ins Blickfeld der Öffentlichkeit geraten. Noch relativ jung und als Mediävist völlig unbekannt, machte ihn die Veröffentlichung von Kaiser Friedrich der Zweite 1927 schlagartig berühmt. Das Werk ist heute teilweise überholt, gilt aber nicht zuletzt aufgrund der sprachlichen Brillanz und seiner nicht zu übersehenden zeitgebundenen Tendenzen immer noch als lesenswert. Dem Geschichtsbild des George-Kreises entsprechend, wurde Friedrich II. in dem Buch von der Darstellung der Geburt an als „End- und Erfüllungskaiser der deutschen Träume“ dargestellt. Auch aufgrund des für die Werke der Wissenschaft aus dem Kreise der Blätter für die Kunst üblichen Fehlens von Anmerkungen und Nachweisen löste die Arbeit unter Historikern eine lebhafte Diskussion aus.
Die prominenteste Kritik brachte Albert Brackmann in der Historischen Zeitschrift vor. „Der Grundfehler“, so Brackmann, „ist offenbar der, dass Kantorowicz den Kaiser zuerst ‚geschaut, gefühlt, erlebt hat‘ und mit diesem vorher gewonnenen Bilde an die Quellen herangegangen ist“. Der bekannte Historiker wandte sich damit gegen die im George-Kreis praktizierte Methode der „mythischen Schau“ einer historischen Gestalt. Kantorowicz antwortete – zunächst ebenfalls in der Historischen Zeitschrift, kurz darauf dann auf dem Historikertag 1930 in Halle an der Saale – mit dem Hinweis darauf, dass ein Historiker nicht nur die positiven Fakten einer Biographie, sondern auch und vor allem den „Mythos“ und die Wirkung einer Person darzustellen habe. Damit zusammen hing für den überzeugten Nationalisten der für ihn notwendige Bezug der historischen Forschung auf Gegenwart und Zukunft der deutschen Nation. Die rezente Forschung hat vor allem diese „Indienstnahme des historischen Denkens für die Zeitdiagnose“ hervorgehoben und die Friedrich-Monographie als „rückwärtsgewandte Utopie“ charakterisiert, die „das europäische Mittelalter, nach ästhetisch-nationalistischen Gesichtspunkten gedeutet, für eine Kritik an der Weimarer Republik“ benutzt habe.
Auch außerhalb mediävistischer Kreise sorgte Kaiser Friedrich der Zweite für angeregte Debatten. 1931 erschien bereits die dritte Auflage (7.–10. Tausend). Vor allem in der interessierten Öffentlichkeit wurde das Werk breit rezipiert. Kantorowicz lieferte einige Jahre später einen Ergänzungsband mit ausführlichen Literaturhinweisen nach. Das Buch blieb fünf Jahrzehnte die wichtigste Biographie über den Stauferkaiser.
Kantorowicz’ zweites Hauptwerk The King’s Two Bodies (dt. Die zwei Körper des Königs) ist eine umfangreiche „Studie zur politischen Theologie des Mittelalters“ (so der Untertitel). Er entwirft darin aus der mittelalterlichen Vorstellung eines natürlichen, also sterblichen Körpers und eines übernatürlichen, also unsterblichen Körpers des Königs die Entstehungsgeschichte des modernen Staates, der zwischen der öffentlichen Funktion und der Person, die diese ausübt, unterscheidet.

## Schriften (Auswahl)
- Kaiser Friedrich der Zweite. Georg Bondi, Berlin 1927 (Werke der Wissenschaft aus dem Kreise der Blätter für die Kunst, Geschichtliche Reihe; Ergänzungsband Quellen und Nachweise: Berlin 1931).
- Das Geheime Deutschland. Vorlesung, Frankfurt 1933 (Volltext: Das Geheime Deutschland).
- Laudes regiae. A Study in Liturgical Acclamations and Medieval Ruler Worship. Berkeley/Los Angeles 1946.
- The King’s Two Bodies. A Study in Mediaeval Political Theology. Princeton 1957.
  - Die zwei Körper des Königs. Eine Studie zur politischen Theologie des Mittelalters. Übersetzung Walter Theimer. Vorwort Josef Fleckenstein. Deutscher Taschenbuch-Verlag, München 1990.
- Götter in Uniform. Studien zur Entwicklung des abendländischen Königtums. Herausgegeben von Eckhart Grünewald und Ulrich Raulff, Stuttgart 1998.